# Боксиращите се котки на професор Уелтън
„Боксиращите се котки на професор Уелтън“ (на английски: The Boxing Cats (Prof. Welton’s)) е американски късометражен комедиен ням филм от 1894 година, заснет от режисьора Уилям Кенеди Диксън в лабораториите на Томас Едисън в Ню Джърси. В днешно време се съхранява в архивите на „Американската академия за кинематографично изкуство и наука“.

## Сюжет
Две питомни котки с нахлузени малки боксьорски ръкавици на предните си лапи, тренирани от професор Хенри Уелтън се боксират на миниатюрен ринг.

## В ролите
- Хенри Уелтън